# USS Franklin D. Roosevelt (CV-42)
USS Franklin D. Roosevelt (CV-42) bio je američki nosač zrakoplova u sastavu Američke ratne mornarice i jedan od nosača klase Midway. Prvotno je nazvan Coral Sea, ali je 1945. preimenovan u sadašnje ime u čast predsjednika Franklina D. Roosevelta. Bio je prvi brod u službi Američke ratne mornarice koji nosi ime Franklin D. Roosevelt. Služio je od 1945. do 1977. godine. Većinu vremena je proveo ploveći Sredozemnim morem u sklopu američke šeste flote.
Povučen je iz službe 1977. godine, a kratko nakon toga je prodan kao staro željezo.

### Zajednički poslužitelj
|  | Zajednički poslužitelj ima stranicu o temi USS Franklin D. Roosevelt (CV-42)    |
|  | Zajednički poslužitelj ima još gradiva o temi USS Franklin D. Roosevelt (CV-42) |